# Tom Laterza
Tom Laterza (Mondercange, 9 maggio 1992) è un calciatore lussemburghese, difensore dello Schifflange 95.

## Palmarès

### Club

#### Competizioni nazionali
- Campionato lussemburghese: 2

Fola Esch: 2012-2013, 2014-2015